# 吉米·哈利
詹姆士·赫利奧特（1916年10月3日—1995年2月23日）是一位在英國與美國知名的獸醫作家，原名是詹姆士·艾非德·懷特，OBE，FRCVS（James Alfred Wight），也以知名。他出生於英格蘭的巽德蘭，並在格拉斯哥長大，到23歲時成為了一名獸醫，並搬到英格蘭約克郡中的瑟斯克鎮上工作。他以描述自己一生的獸醫系列故事（包括二次大戰時在英國空軍服役的經過等）聞名。
他的系列書籍含有許多趣味性濃厚的畜牧農人故事，描述了北英格蘭約克郡鄉人與動物百態，以及獸醫業近代化的過程，使他大受歡迎，在1995年他去世時，英美出版界公認他是少數幾位能在英國和美國長期暢銷的作家之一，他的書籍今日已被拍成兩部電影，和兩部的熱門影集，並影響了後世的獸醫文學。

## 生平
James Alfred Wight，筆名為詹姆士·赫利奧特(James Herriot)是英國一位知名的獸醫作家，以描寫獸醫為一系列的故事聞名。他出生於1916年10月3日出生於英國東北部的達拉謨郡（County Durham）。父James Wight（1890–1960）白天是一名造船鋼板工，夜晚則在當地一家戲院擔任鋼琴手、母Hannah Bell（1890–1980）為一名縫紉師兼歌手。詹姆士·赫利奧特從小在爸爸的影響下培養出了踢足球的興趣，終其一生都致力於Sunderland Association Football Club。原本他是以足球為寫作題材，卻因反應不佳而改寫獸醫生活，沒想到大受歡迎。
1939年畢業於格拉斯哥大學的獸醫系(University of Glasgow School of Veterinary Medicine)，並在同年取得獸醫師執照。取得獸醫師執照後，詹姆士·赫利奧特在隔年(1940年)的一月份在桑德蘭(Sunderland) 的一家獸醫診所工作。同年的7月份，詹姆士·赫利奧特辭去工作並到約克郡(Yorkshire)從事鄉間獸醫師的工作。而他的創作也都是在這裡取得靈感的，其中這裡又稱為Skeldale House。1969年詹姆士·赫利奧特創作了If Only They Could Talk一書，此書內容大致為獸醫的日常生活和他在第二次世界大戰時期參與Royal Air Force訓練的趣事。
雖然此書起初在英國並沒有大為暢銷，但是後來經紐約的St. Martin's 出版商 Thomas McCormack在詹姆士·赫利奧特同意下更名為All Creatures Great and Small並在美國出版後而暢銷。甚至有影集、電影改編自此書。其創作領域以獸醫學(Veterinary medicine)為主。
1979年詹姆士·赫利奧特榮獲了Heriot-Watt University頒發的名譽學位(Honorary Doctorate)。1995年2月23日因前列腺癌過世，享壽78歲。2009年7月29日，英國的鐵路局為了紀念詹姆士·赫利奧特，開通了從詹姆士·赫利奧特出生地Sunderland到London King's Cross的一路線（又名British Rail Class 180）。另外為了紀念他，2014年10月，Christopher Timothy（電視影集中飾演詹姆士·赫利奧特的演員）在Thirsk Racecourse揭開了詹姆士·赫利奧特的雕像。

## 寫作風格
詹姆士·赫利奧特的作品中大多在描述自己做為一個獸醫的日常生活並且記錄下所見或所聽聞的趣事。其文筆輕鬆自然，且書中對人物的描述極為細緻，記錄下與動物的有趣互動，使讀者能會心一笑並且身歷其境。作者筆下的人物真誠坦率，沒有太多虛偽的面具掩蓋，與書中的動物們共同組成一個一個理想的、令人嚮往的樂園。

## 貢獻
詹姆士·赫利奧特在成為暢銷作家後，不少讀者在拜讀其作品之後便想去書中所描述的地點親身體驗那種恬靜的農村氛圍，因此帶動了瑟斯克(Thirsk)的觀光和當地的小企業(例如:詹姆士·赫利奧特博物館、Darrowby Inn)的興盛。除了觀光業之外，詹姆士·赫利奧特的暢銷也帶動了獸醫這個行業在演藝界中有所發展。不少影集和電影都改編自他的作品，也受到許多人的愛戴。
詹姆士·赫利奧特的著作內容部分為自傳，部分則講述其他人物的故事。著作中可看見獸醫界過渡時期的轉變。這時候的農業，從傳統的偏方及草藥治療到對醫藥的仰賴和抗生素的使用。醫藥學和社學上的變化和進步改變了整個獸醫界，尤其在二十世紀初整個社會逐漸富足，因此人們願意幫動物做好治療的意願便大大提升，也促進了獸醫界的發展與進步。從專門治療大動物(馬、牛、羊、豬)的時期到2000年後小動物(狗、貓)醫療漸漸興盛，獸醫在治療的方式上也與以往有很大的不同。

## 著作

### 散冊
- If Only They Could Talk (1970年)
- It Shouldn't Happen to a Vet (1972年)
- Let Sleeping Vets Lie (1973年)
- Vet in Harness (1974年)
- Vets Might Fly (1976年)
- Vet in a Spin (1977年)
- James Herriot's Yorkshire (1979年)
- The Lord God Made Them All (1981年)
  - 繁體中文版《大地之愛》ISBN 957-33-0422-8
  - 简体中文版《万物刹那又永恒》2011年1月  中国城市出版社 种衍伦 译 ISBN 9787507424096
- Every Living Thing (1992年)
  - 繁體中文版《大地之聲》ISBN 957-33-1034-1
  - 简体中文版《万物生光辉》2012年3月  中国城市出版社 余国芳 谢瑶玲 译 ISBN 9787507421859

### Omnibus出版社的集冊作品
- All Creatures Great and Small (1972年) (包括了兩冊作品： If Only They Could Talk/It Shouldn't Happen to a Vet)
  - 繁體中文版《大地之歌》ISBN 957-33-0406-6
  - 简体中文版 《芸芸众生》1984年3月 工业出版社 王学文 等译
  - 简体中文版 《万物既伟大又渺小》2010年5月 中国城市出版社 林滢 林慰君 译 ISBN 9787507422474
- All Things Bright and Beautiful (1974年) (包括了兩冊作品Let Sleeping Vets Lie/Vet in Harness) 
  - 繁體中文版《大地之頌》ISBN 957-33-0805-3
  - 简体中文版《万物有灵且美》2010年1月 中国城市出版社 种衍伦 译 ISBN 9787507421774
- All Things Wise and Wonderful (1977年) (包括了兩冊作品Vets Might Fly/Vet in a Spin)
  - 繁體中文版《大地之戀》ISBN 957-33-0217-9
  - 简体中文版《万物既聪慧又奇妙》2010年7月  中国城市出版社 戴国光 种衍伦 译 ISBN 9787507422856

### St Martins Pr出版社的集冊作品
- James Herriot's Dog Stories  ISBN：0312364520 
  - 繁體中文版《只吠過一声的狗》ISBN 957-33-0804-5
- James Herriot's Cat Stories
  - 繁體中文版《夜夜交際的貓》ISBN 957-33-1207-7
  - 简体中文版《猫的故事》2012年6月  中国城市出版社 ISBN 9787507425680

## 傳記
詹姆士·赫利奧特去世之後，英美文學界出版了數本與他相關的傳記，其中值得一提的是，2001年他的兒子詹姆士·懷特（James Wight；也是獸醫）出版了關於他的傳記《大地之子—詹姆士·赫利奧特的真實故事》（ISBN 957-33-1836-9）（The Real James Herriot : A Memoir of My Father），書中描述了與小說略有不同，但溫馨感人的真實生活。一般相信這本書的出版，是為了1998年葛萊罕·羅德（Graham Lord）所寫的《詹姆士·赫利奧特－鄉村獸醫的一生》（ISBN 957-8320-07-8）而寫，在葛萊罕聳動的傳記描述中，詹姆士·赫利奧特被形容成一位使用牛奶蜂蜜大量誇飾美化自己鄉村生活的作家，而引起相當多的爭議。

## 外部連結
- Cnn採訪他的兒子小詹姆士（页面存档备份，存于）
- 詹姆士·赫利奧特的世界– 他在瑟斯克鎮上的真實人生
- JamesHerriot.org（页面存档备份，存于）

1. 1 2 3 4  吉姆·懷特. . 皇冠. 2001-12-15.
2. 1 2 3 4  葛萊罕．羅德. . 胡桃木. 1998-08-01.
3. ↑  . http://www.worldofjamesherriot.com/.